# Mario Andretti Grand Prix at Road America 2003
Mario Andretti Grand Prix at Road America var den tolfte deltävlingen i CART World Series 2003. Racet kördes den 3 augusti på Road America i Wisconsin. Bruno Junqueira upprepade sin vinst från 2001, och tog med det över mästerskapsledningen, detta trots att Road America var hans första seger, gentemot Paul Tracys fem. Loppet kördes i hällregn, och mästerskapskandidaterna Tracy och Michel Jourdain Jr. kraschade bägge efter tio varv, vilket fick till följd att båda förarna tvingades bryta.

## Slutresultat
| Plats | Förare              | Team                      | Grid | Kvaltid  |
| ----- | ------------------- | ------------------------- | ---- | -------- |
| 1     | Bruno Junqueira     | Newman/Haas Racing        | 1    | 1.43,703 |
| 2     | Sébastien Bourdais  | Newman/Haas Racing        | 2    | 1.44,242 |
| 3     | Alex Tagliani       | Rocketsports Racing       | 13   | 1.45,044 |
| 4     | Max Papis           | PK Racing                 | 16   | 1.45,728 |
| 5     | Patrick Carpentier  | Forsythe Racing           | 3    | 1.44,306 |
| 6     | Darren Manning      | Walker Racing             | 14   | 1.45,076 |
| 7     | Roberto Moreno      | Herdez Competition        | 12   | 1.45,021 |
| 8     | Mario Haberfeld     | Conquest Racing           | 15   | 1.45,173 |
| 9     | Jimmy Vasser        | Spirit Team Johansson     | 7    | 1.44,545 |
| 10    | Ryan Hunter-Reay    | Spirit Team Johansson     | 8    | 1.44,551 |
| 11    | Gualter Salles      | Dale Coyne Racing         | 18   | 1.47,003 |
| 12    | Adrián Fernández    | Fernández Racing          | 9    | 1.44,620 |
| 13    | Geoff Boss          | Dale Coyne Racing         | 19   | 1.47,446 |
| 14    | Mario Domínguez     | Herdez Competition        | 5    | 1.44,378 |
| 15    | Paul Tracy          | Forsythe Racing           | 6    | 1.44,519 |
| 16    | Michel Jourdain Jr. | Team Rahal                | 10   | 1.44,752 |
| 17    | Tiago Monteiro      | Fittipaldi-Dingman Racing | 11   | 1.44,778 |
| 18    | Oriol Servià        | Patrick Racing            | 4    | 1.44,314 |
| 19    | Rodolfo Lavín       | Walker Racing             | 17   | 1.46,013 |